# 池田長貞
池田 長貞（いけだ ながさだ、寛政10年（1798年）- 嘉永6年1月10日（1853年2月17日））は、岡山藩の家老。片桐池田家第9代当主。
父は生坂藩主池田政恭。養父は岡山藩家老池田長紀。子は池田長常。幼名は岩之丞。通称は但見、伊賀。

## 生涯
寛政10年（1798年）、生坂藩主池田政恭の次男として生まれる。岡山藩一門家老池田長紀の養子として迎えられた。実父の政恭は岡山藩第5代藩主池田治政の庶長子で、第6代藩主斉政の実兄であるが、支藩生坂藩主政房が夭折し、無継嗣による改易を防ぐために身代わりとなって生坂池田家を相続していた。長貞は父の実家の一門家老家に養子入りし、実の叔父である藩主斉政に仕えたわけである。
文政3年（1820年）、御用番請持となる。文政4年（1821年）、養父長紀の隠居により家督相続し、岡山藩仕置家老、周匝2万2000石の領主となる。文政12年（1829年）、仕置家老を辞任する。嘉永4年（1851年）、隠居して家督を嫡男の長常に譲る。嘉永6年（1853年）没。享年56。